# Ariadna similis
Ariadna similis là một loài nhện trong họ Segestriidae.
Loài này thuộc chi Ariadna. Ariadna similis được William Frederick Purcell miêu tả năm 1908.